# Lisa the Tree Hugger
"Lisa the Tree Hugger" är avsnitt fyra från säsong 12 av Simpsons och sändes på Fox den 19 november 2000. I avsnittet blir Lisa förälskad i miljöaktivisten Jesse Grass, och går med i hans miljörörelse. För att imponera på Jesse bosätter sig Lisa i ett redwoodträd för att hindra det från att fällas. Joshua Jackson gästskådespelar i avsnittet som Jesse Grass.

## Handling
Bart behöver pengar för att köpa den nya spelkonsolen Gamestation 256 och börjar jobba med att hänga menyer på dörrar från en thailändsk restaurang. Lisa berättar för Bart att menyerna är slöseri med papper och skadar miljön, men familjen ignorerar henne och åker istället till Krusty Burger. Då de kommer fram upptäcker de att en grupp ungdomar står på restaurangtaket utklädda till kor. Demonstranterna ställer ut en banderoll som anklagar Krusty Burger för att hugga ner regnskogen för att skapa betesmark för boskap. Polisen anländer och skjuter ned demonstranter med ärtpåsar. Demonstranterna grips av polisen och Lisa blir förälskad i deras ledare, Jesse Grass. Lisa besöker Jesse i fängelset, och hon inser att han är mer engagerad i miljörörelsen än vad hon är. Jesse låter Lisa gå med i miljögruppen som han är ledare för, Dirth First. På det första mötet som Lisa besöker bestämmer hon sig för att bo i stadens äldsta redwoodträd eftersom det ska fällas. Hon gör det i hopp om att imponera på Jesse.
Lisa bosätter sig i trädet men efter några dagar börjar hon sakna sin familj och lämnar trädet på natten för att gå hem i några timmar. När hon kommer hem upptäcker hon att hela familjen sover i vardagsrummet och hon bestämmer sig för att ta en tupplur med resten av familjen. Hon vaknar på morgonen och inser att hon måste tillbaka till trädet, men då hon kommer fram har någon fällt det. 
Det har visat sig att trädet inte fälldes av skogshuggare, utan av blixten. Alla tror dock att Lisa satt i trädet då blixten slog ner och hon antas vara död. Lisa får reda på att skogen nu ska förvandlas till ett naturreservat till hennes ära, så hon bestämmer sig för att inte avslöja att hon lever. Homer och Bart börja dra nytta av detta, men då det visar sig att Rich Texan ändå tänker fälla skogen för att göra nöjesparken Lisa Land avslöjar Lisa att hon lever. Jesse Grass är arg och fäller trädstocken som har gjorts om till en logotyp för Lisa Land. Stocken börjar rulla iväg över hela Springfield innan den åker igenom hela landet ut till Stilla Havet efter den passerat San Francisco. Jesse grips igen och Lisa tycker synd om Jesse men hon berättar för honom att hon kommer fortsätta kämpa för miljön.

## Produktion
"Lisa the Tree Hugger" skrevs av Matt Selman och regisserades av Steven Dean Moore. Historien är löst baserat på historien om hur Julia Butterfly Hill klättrade upp i ett redwoodträd för att hindra det från att fällas. Namnet Jesse Grass kommer från Selmans bror, Jesse Selman, som har ett band som heter Grass. Hans röst gjordes av Joshua Jackson och han spelade in sina repliker utan röstskådespelarnas medverkande. "Lisa the Tree Hugger" hade från början ett mera komplicerat avslut innan det ändrades i slutet av arbetet med avsnittet.

## Kulturella referenser
Scenen då Bart hänger menyer på dörrarna är en referens från The Matrix.

## Mottagande
Avsnittet sändes på Fox den 19 november 2000. I DVD Movie Guide skriver Colin Jacobson att han anser att avsnittet är säsongens bästa avsnitt. Den of Geeks kritiker Matt Haigh anser också att "Lisa the Tree Hugger" är en av de bästa från säsongen.